# Thimphu
Thimphu este capitala și orașul cel mai mare al  Bhutanului.

Thimphu
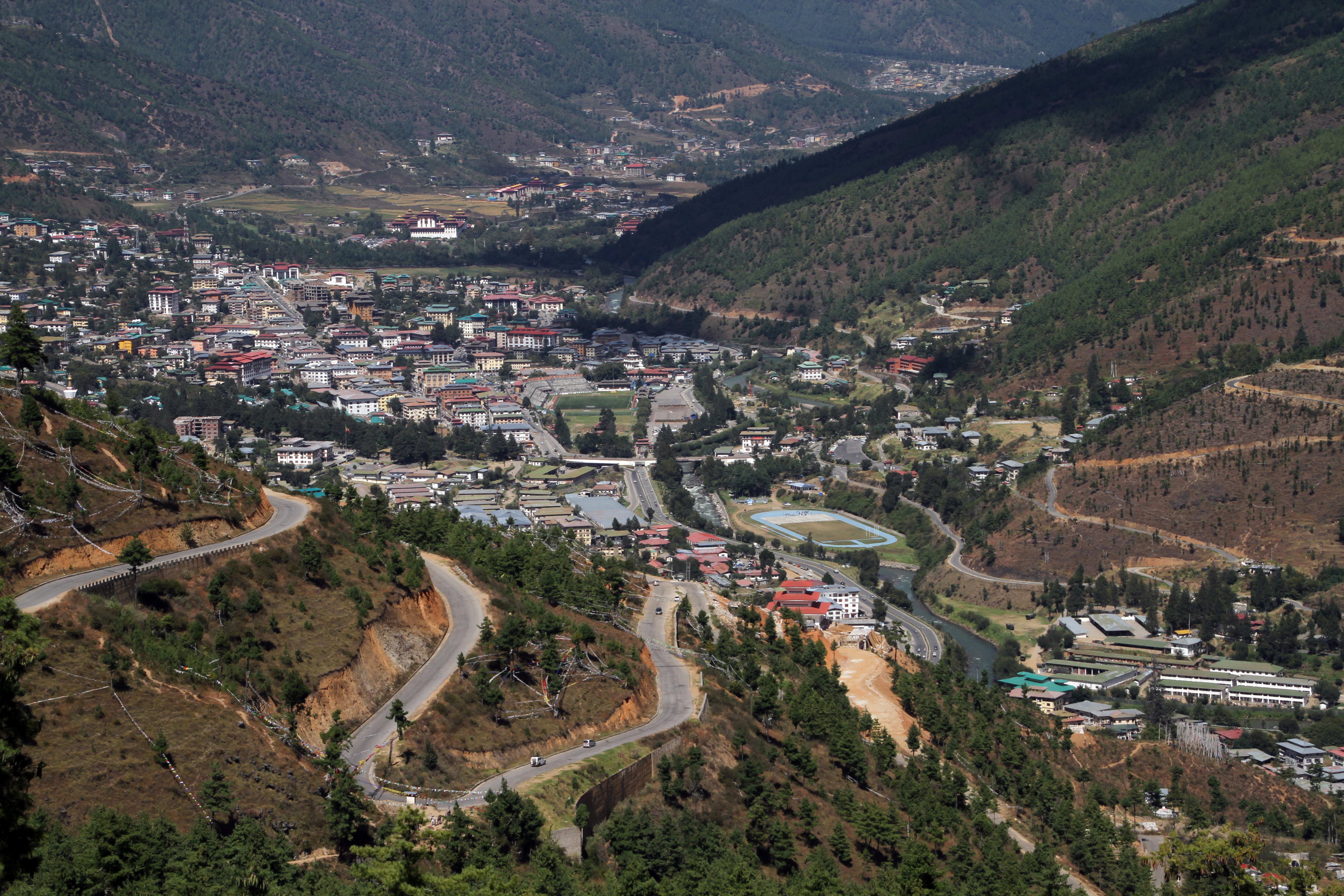
Thimphu
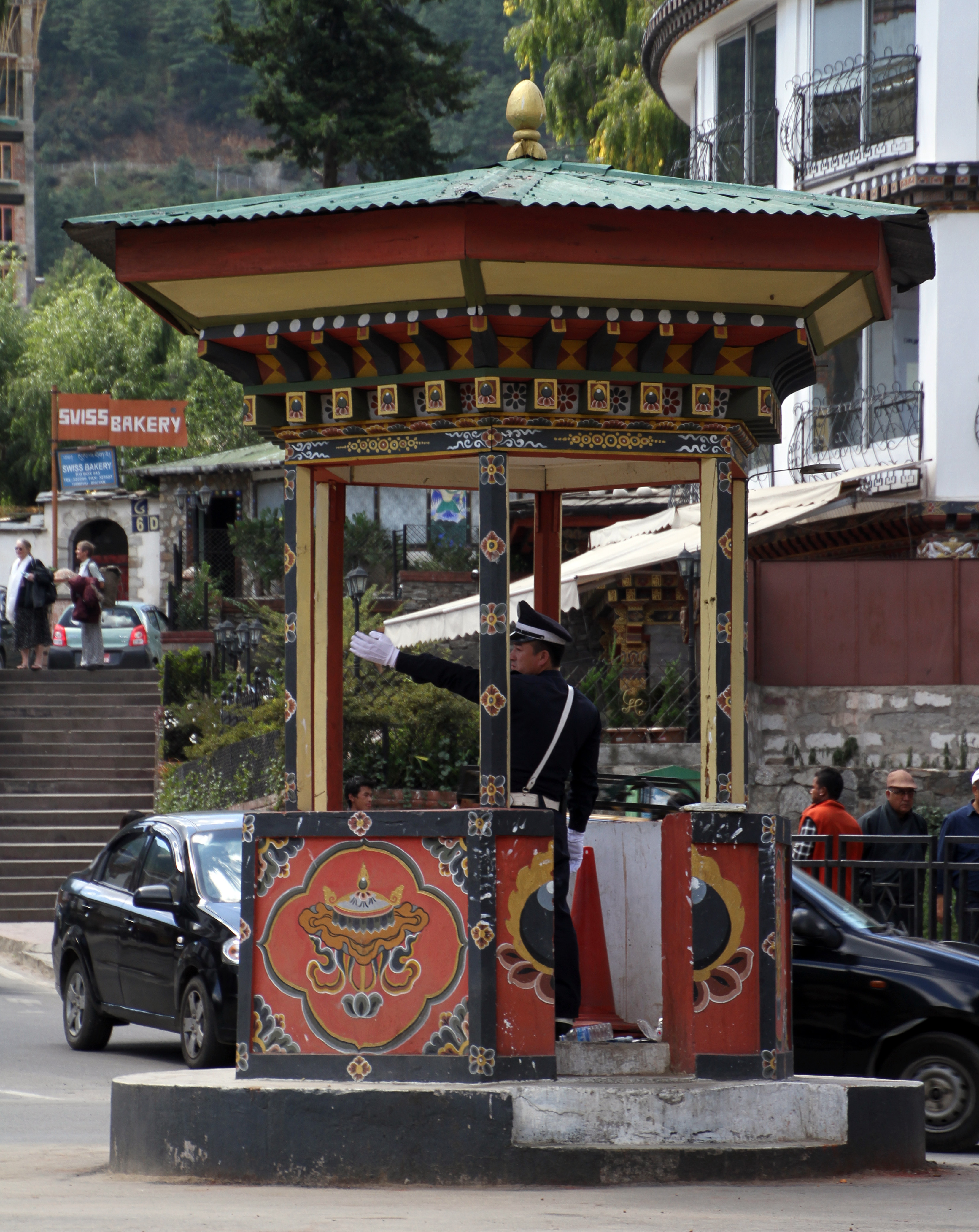
Downtown Thimphu
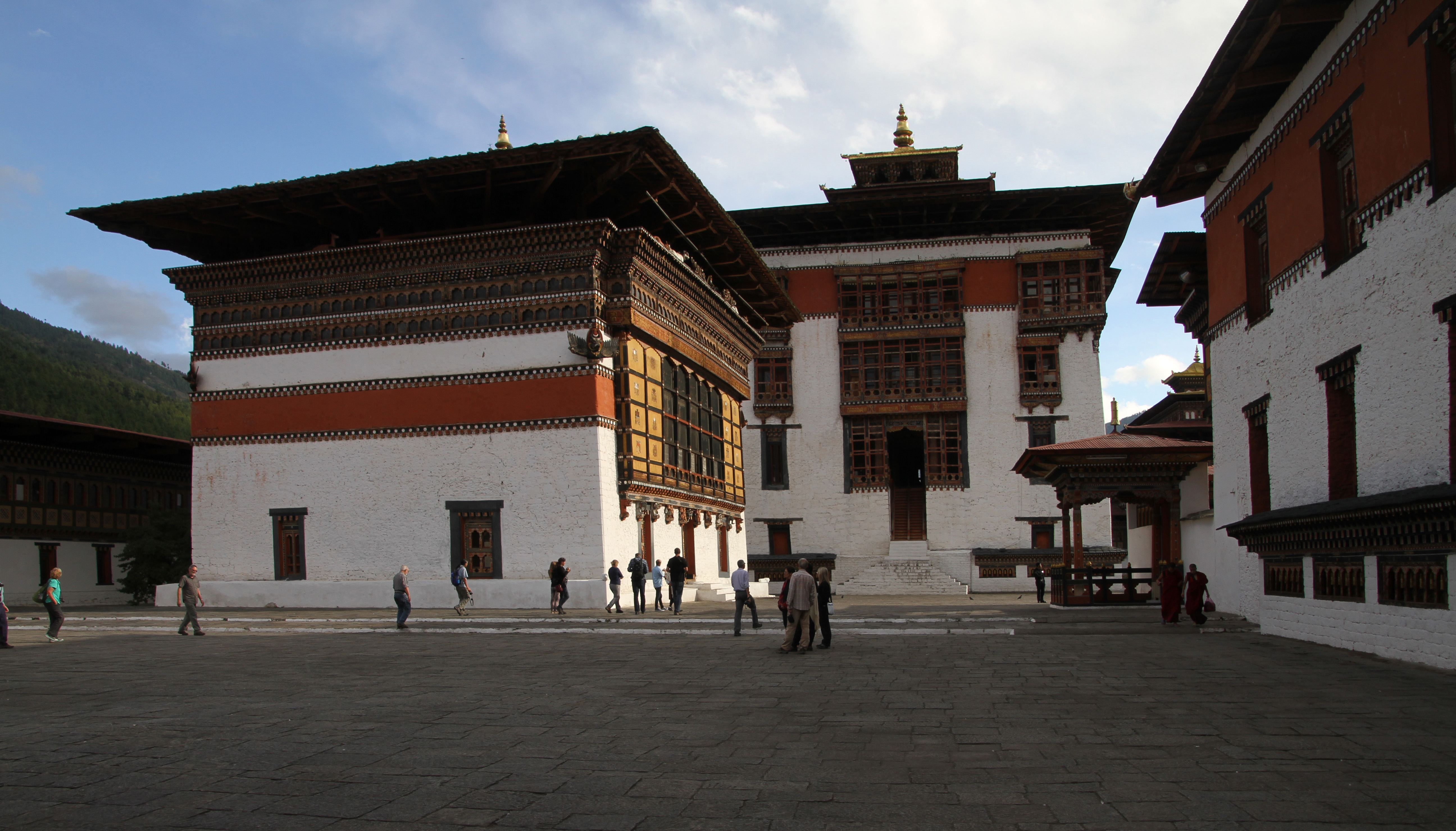
Dzong
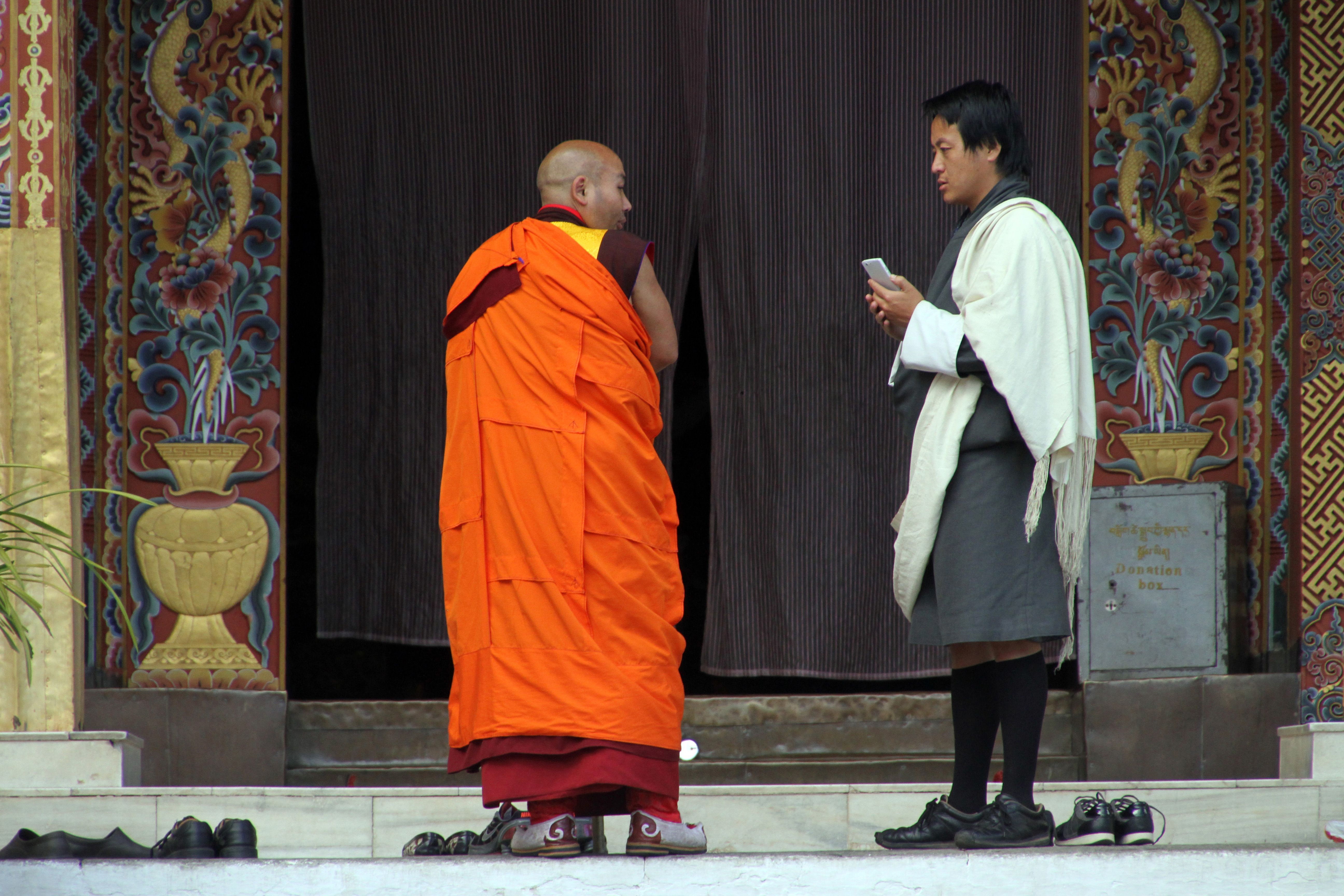
Dzong
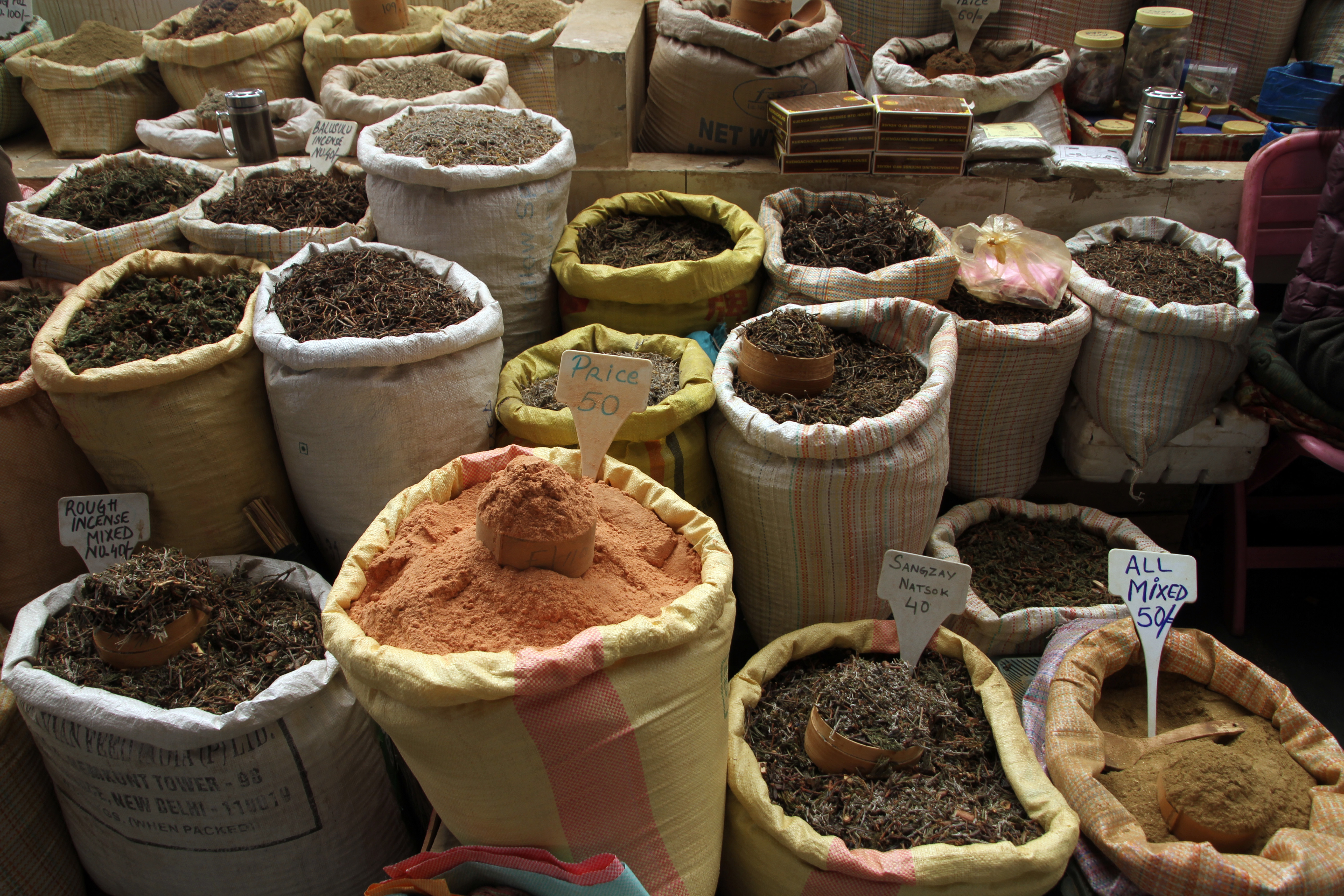
Market
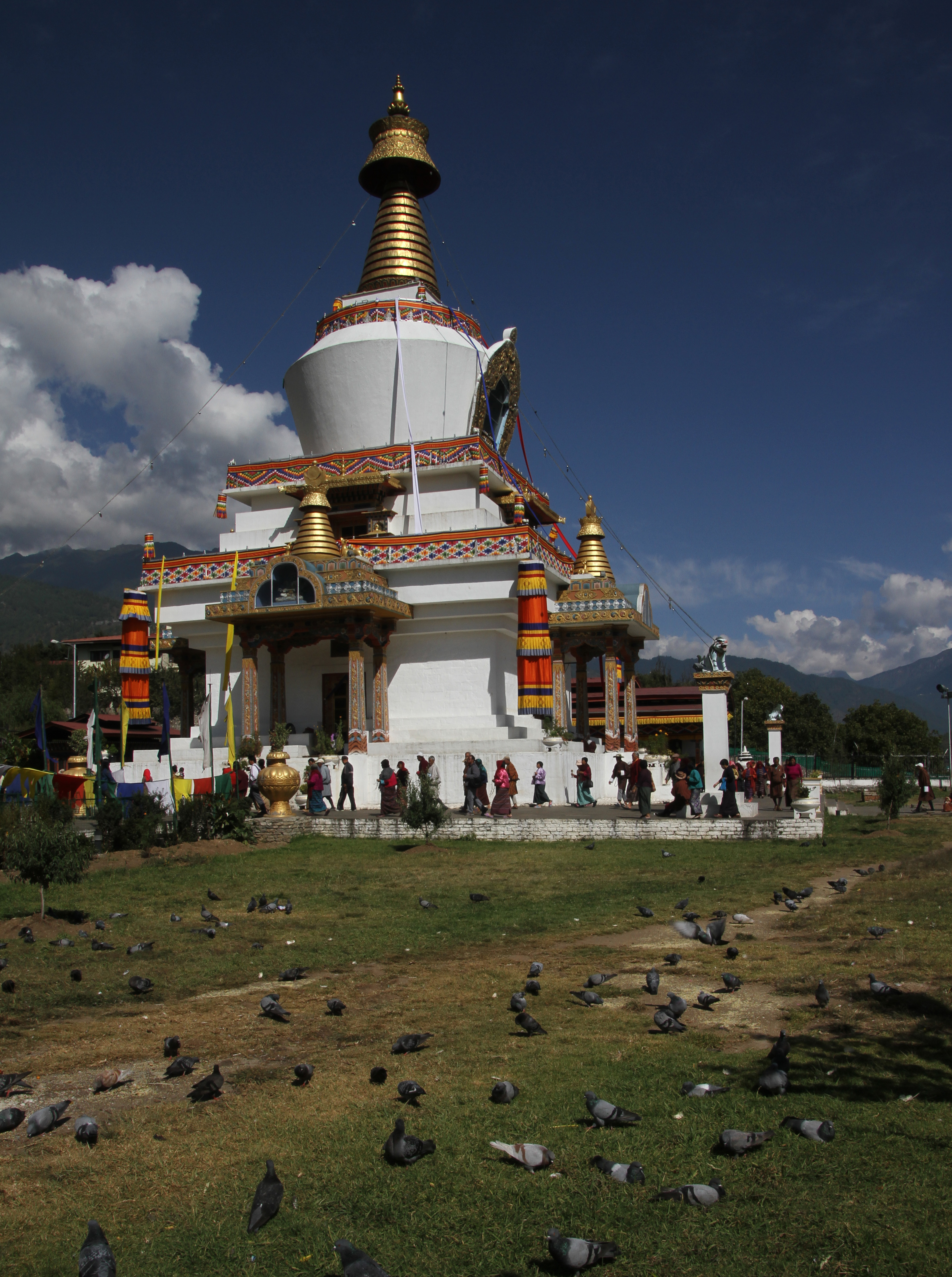
Memorial Chorten